# Góry Czarne (Polska)
Góry Czarne – południowo-wschodni masyw górski, stanowiący część Gór Wałbrzyskich w Sudetach Środkowych. Obejmują ich wschodnią część. Najwyższy szczyt pasma to Borowa (853 m n.p.m.). 
W rzeźbie terenu tworzy wyraźny wydłużony z południowego zachodu ku północnemu wschodowi grzbiet zbudowany z ryolitów, brekcji wulkanicznych wieku karbońskiego, oraz ciąg izolowanych wzniesień przeważnie o kopulastych kształtach utworzonych z gnejsów sowiogórskich. Stoki masywu założone w ryolitach mają na ogół znaczne nachylenia i w wielu miejscach są rozcięte przez doliny i rynny osuwiskowe. Góry Czarne oddzielają Kotlinę Wałbrzyska od Obniżenia Górnej Bystrzycy, a ich wysokość względna w stosunku do wspomnianych wyżej obniżeń wynosi odpowiednio: 350 i 300 m. Ze wschodniej strony Góry Czarne łączą się z Górami Sowimi, a ich umowną granicą jest przełom Bystrzycy.
W skład Gór Czarnych wchodzą:
- Dłużyca (578 m n.p.m.)
- Dłużyna (685 m n.p.m.)
- Kamienna (630 m n.p.m.)
- Klasztorzysko (631 m n.p.m.)
- Kobiela (587 m n.p.m.)
- Kozioł (774 m n.p.m.)
- Leśniak (565 m n.p.m.)
- Mały Kozioł (718 m n.p.m.)
- Mniszy Las (572 m n.p.m.)
- Niedźwiadki (629 m n.p.m.)
- Palczyk (588 m n.p.m.)
- Sośnina (543 m n.p.m.)
- Sucha (776 m n.p.m.)
- Wołowiec (776 m n.p.m.)
- Jałowiec (751 m n.p.m.)]

## Literatura
- Słownik geografii turystycznej Sudetów; Wrocław 2005; tom 10, str. 196
- Jan Wójcik: Przemiany wybranych komponentów środowiska przyrodniczego rejonu wałbrzyskiego w latach 1975-2000, w warunkach antropopresji, ze szczególnym uwzględnieniem wpływu przemysłu. Wrocław : Instytut Geografii i Rozwoju Regionalnego Uniwersytetu Wrocławskiego, 2011  ISBN 978−83−62673−12−4